# Athenion (Tyrann)
Athenion war ein griechischer peripatetischer Rhetor, der kurzzeitig Tyrann von Athen gewesen sein soll. Er lebte im 1. Jahrhundert v. Chr.

## Leben
Athenion war der Sohn eines gleichnamigen athenischen Peripatetikers und einer ägyptischen Sklavin. Nachdem sein Vater gestorben war und er dessen Erbe angetreten hatte, konnte er trotz seiner unebenbürtigen Abstammung athenischer Bürger werden. Er war ebenfalls als Peripatetiker ausgebildet worden, reiste mit seiner jungen Gattin viel und gab Schülern in Messene und Larisa Unterricht auf dem Gebiet der Sophistik. Dadurch erwarb er ein beträchtliches Vermögen und kehrte daraufhin heim.
Inzwischen waren Mithridates VI. in Asien bedeutende Erfolge gegen die Römer gelungen. Zu diesem König wollten bestimmte athenische Politiker nun Verbindung aufnehmen, weshalb Athenion sich als ihr Gesandter zu dem pontischen Herrscher aufmachte. In der Folge fand Athenion bei Mithridates VI. eine ausgezeichnete Aufnahme, stieg zu einem von dessen phíloi („Freunden“) auf, suchte die Athener angeblich brieflich zum Anschluss an den König zu bewegen und traf schließlich Anfang 88 v. Chr. wieder in Athen ein. Begeistert vom Volk willkommen geheißen, berichtete er den Athenern am Tag nach seiner Ankunft von Mithridates’ Macht und überzeugte den Demos, dass die Zeit der römischen Hegemonie vorüber sei. Davor, Rom den Krieg zu erklären, schreckte man allerdings zurück. Bereits einige Tage später führte er sich angeblich als Tyrann auf und ließ Oppositionelle, insbesondere Römerfreunde in der Stadt, blutig verfolgen. Auch wollte er sich des Tempelschatzes auf Delos bemächtigen, aber sein dorthin geschickter Heerführer Apellikon von Teos musste gegen den römischen Feldherrn Orbius eine Niederlage einstecken.
Die weiteren Ereignisse sind unbekannt, da hier das bei Athenaios überlieferte Fragment des Poseidonios, das als einzige erhaltene Quelle über Athenion informiert, abbricht. Wahrscheinlich aber endete bald danach, wohl infolge der militärischen Schlappe des Apellikon, die nur kurzzeitig bestehende Dominanz des Athenion, weil sich nicht viel später ein anderer Mann namens Aristion, der in der älteren Forschung teils mit Athenion gleichgesetzt wurde, mit Mithridates’ Hilfe zum Tyrannen Athens aufschwang.
Dass Athenion tatsächlich eine Tyrannis über Athen errichtet hat, wird in der neueren Forschung oft bezweifelt (Bugh 1992; Antela-Bernárdez 2015). Vielfach nimmt man stattdessen an, er sei lediglich der Anführer einer Gruppierung gewesen, die unter der jahrelangen Dominanz der Romfreunde in Athen gelitten hatte und nun hoffte, im Schatten des Mithridateskrieges die Kontrolle über die Stadt erlangen zu können. Vieles deutet darauf hin, dass mehrere Vorwürfe, die bei Poseidonios (bzw. Athenaios, der die entsprechende Passage überliefert) gegen Athenion erhoben werden, auf einer Vermischung mit dem späteren Tyrannen Aristion, der sich mit Mithridates verbündete und gegen die Römer kämpfte, beruhen.